# Comtat de Wicklow
El comtat de Wicklow (gaèlic irlandès Cill Mhantáin  AFI [ˈkɔnˠt̪ˠeː ˈçɪl̪ʲ ˈwanˠt̪ˠaːnʲ]) és un comtat de la província de Leinster (República d'Irlanda). Rep el seu nom de la ciutat de Wicklow, el nom de la qual prové del nòrdic antic Víkingalág o Wykynlo. Limita al nord amb el Comtat de Dublín, al sud amb el comtat de Wexford i a l'est amb el comtat de Kildare i el comtat de Carlow. El seu lema és Meanma Saor (Esperits lliures).
La capital del comtat és Wicklow (9.355 habitants), encara que la ciutat més gran és Bray (30.951 habitants). Altres ciutats importants són Greystones (11.913 habitants) i Arklow (9.993 habitants).
Se'l coneix com 'el darrer comtat' perquè fou el darrer en establir-se, el 1605. Anteriorment formava part del Comtat de Dublín.

## Ciutats i viles
- Aghavannagh
- Annamoe
- Arklow
- Ashford
- Aughrim
- Avoca
- Ballinaclash
- Ballinakil
- Ballycoogue
- Baltinglass
- Blessington
- Bray
- Brittas Bay
- Carnew
- Coolafancy
- Coolboy
- Coolkenno
- Delgany
- Donard
- Dunlavin
- Enniskerry
- Glencree
- Glendalough
- Glenealy
- Grangecon
- Greenan
- Greystones
- Hollywood
- Kilbride
- Kilcoole
- Killincarrig
- Kilmacanogue
- Kilpedder
- Kiltegan
- Knockananna
- Lacken
- Laragh
- Manor Kilbride
- Meeting of the Waters
- Newcastle
- Newtownmountkennedy
- Poulaphouca
- Rathnew
- Rathdrum
- Redcross
- Roundwood
- Shillelagh
- Stratford-on-Slaney
- Tinahely
- Valleymount
- Wicklow
- Woodenbridge

## Cultura

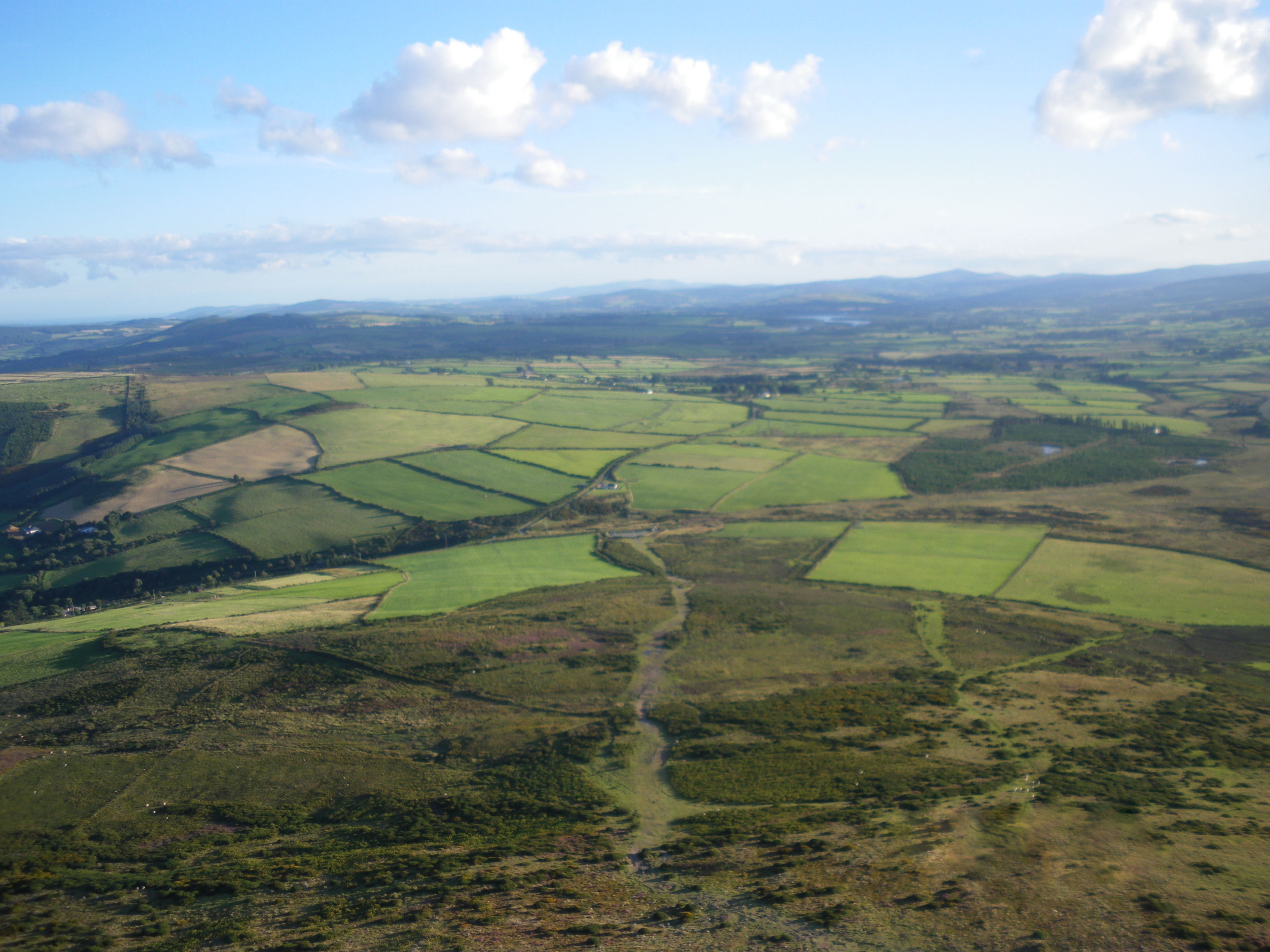
Zona als voltants de Bray (Irlanda).

Mermaid, County Wicklow Arts Centre, amb base a Bray, és un dels principals centres d'activitat i craeció artística d'Irlanda, oferint programes ambiciosos i extensions per a totes les formes artístiques. Mermaid ofereix un important programa d'arts visuals amb produccions de teatre, òpera, actuacions de dansa, cinema d'autor, comèdia i diversos programes musicals. Tenen força prestigi el Festival Musical d'Arklow i l'Arklow Seabreeze Festival.
El comtat és molt popular a Irlanda pel seu ús com a exteriors en films. A Bray hi ha els Ardmore Studios, on s'han rodat films molt coneguts, incloent Excàlibur i Zardoz de John Boorman, la guanyadora d'un Oscar In the Name of the Father de Jim Sheridan, i nombrosos films de Neil Jordan. La sèrie de la BBC Ballykissangel fou filmada al comtat de Wicklow. Algunes escenes del film P.S. I Love You foren rodades al Parc Nacional de les Muntanyes de Wicklow, i s'han rodat al comtat moltes escenes d'altres pel·lícules, des de Barry Lyndon a Haywire.

## Galeria d'imatges

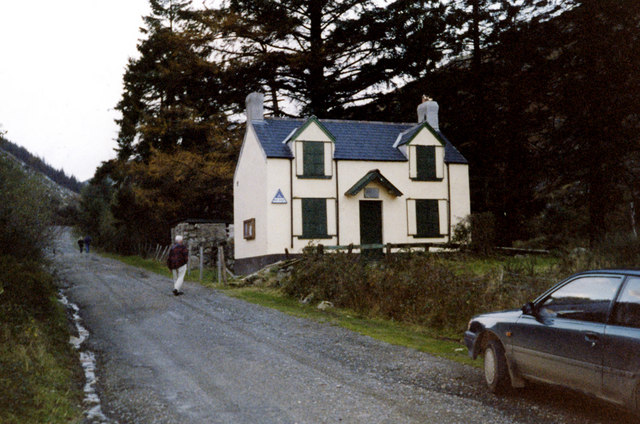
An Óige, hostal a Glenmalure
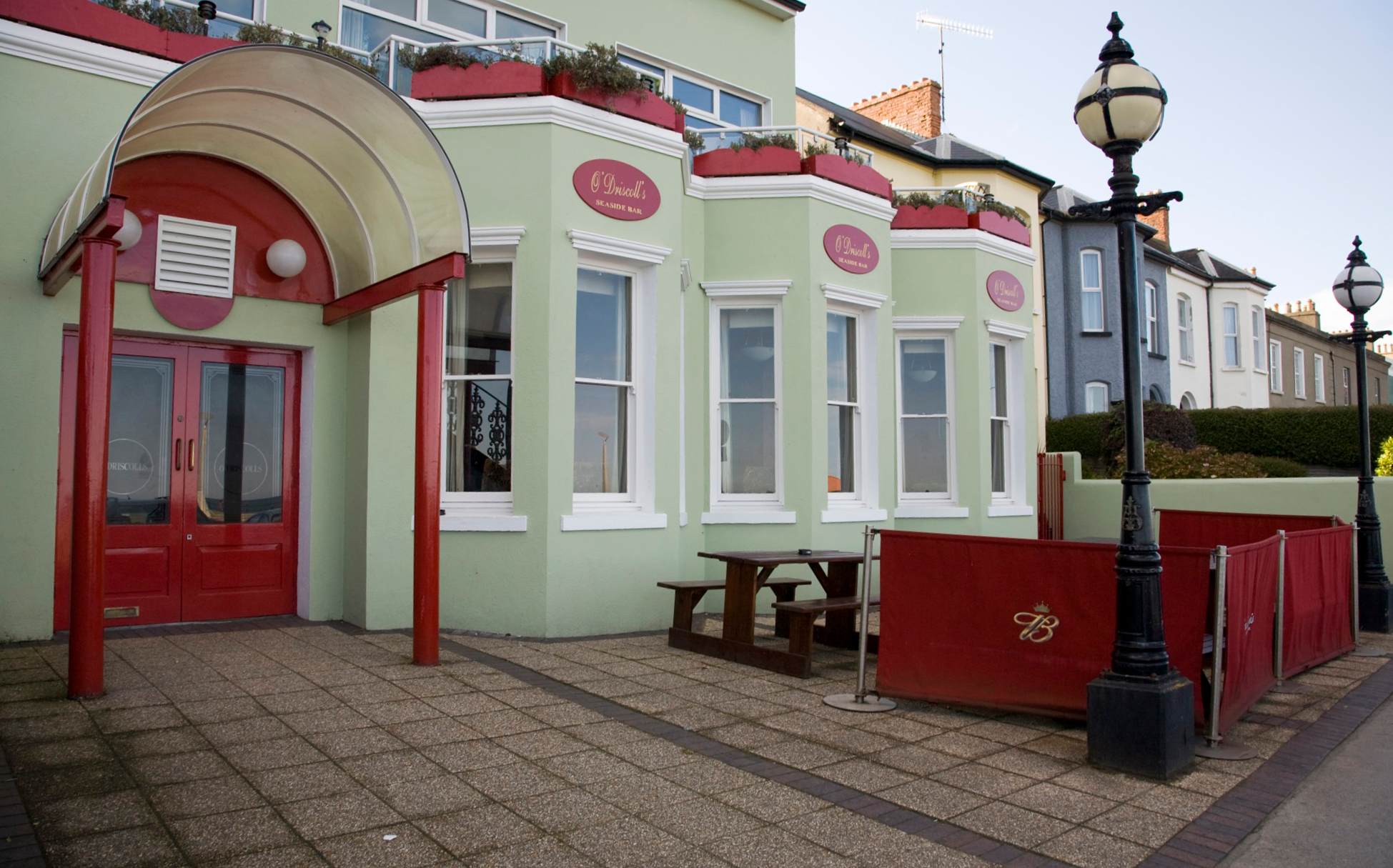
Bray
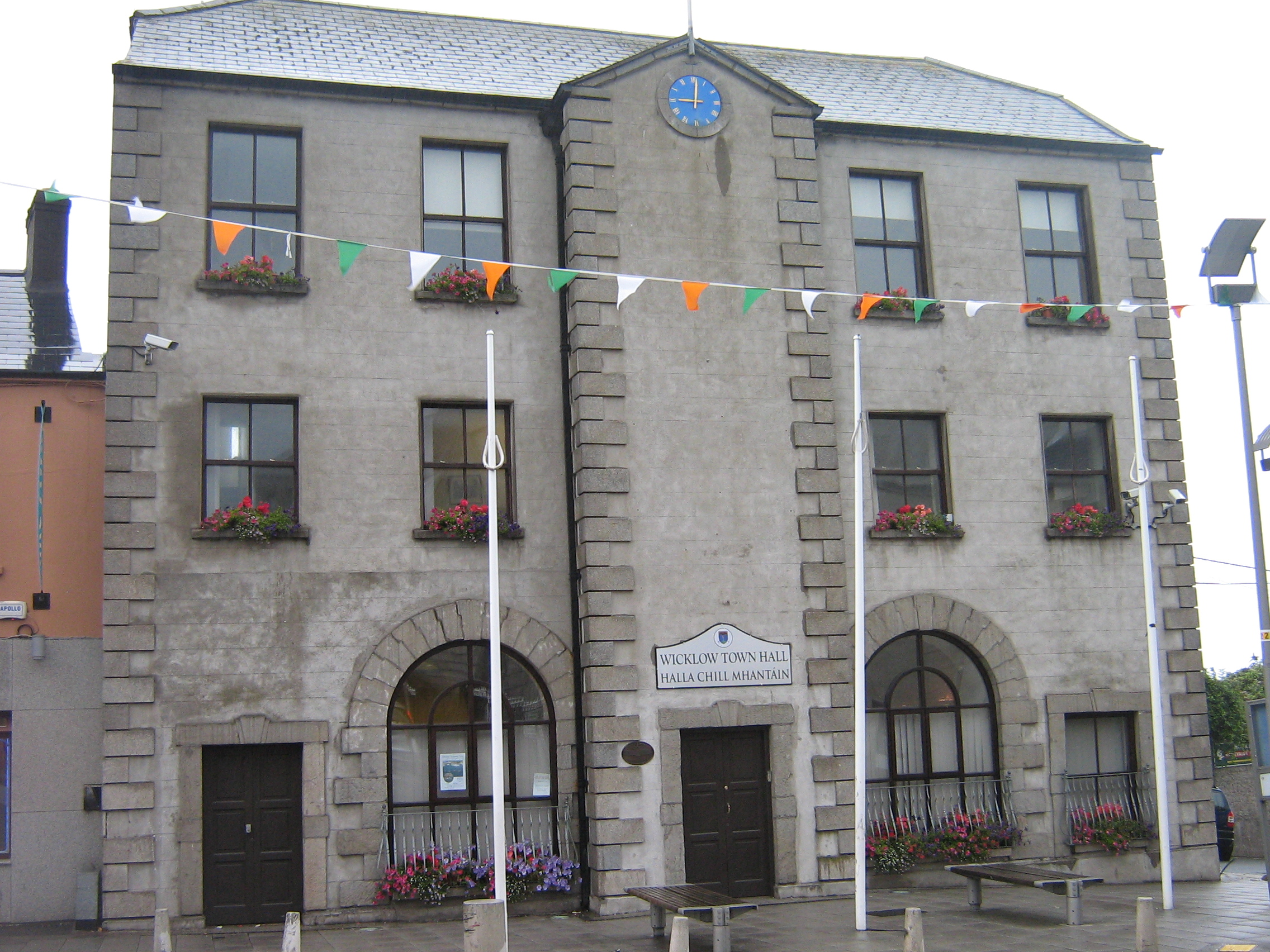
Ajuntament de Wicklow
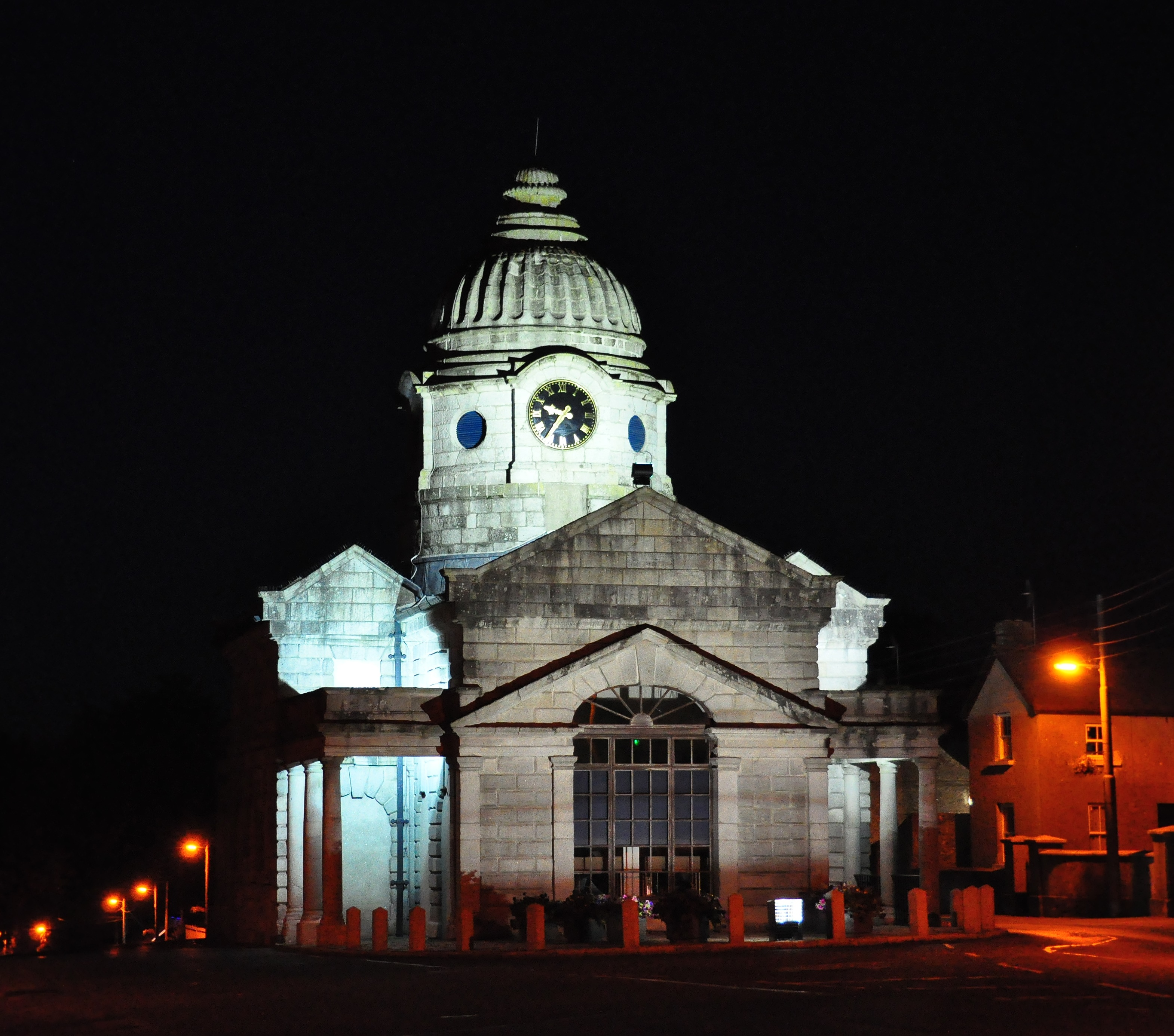
Dunlavin